# Eustrotia bryophiloides
Eustrotia bryophiloides là một loài bướm đêm trong họ Noctuidae.